# Kurzwellensender Udon Thani
Der Kurzwellensender Udon Thani (Thai: สถานีวิทยุอุดรธานี) befindet sich im Landkreis (Amphoe) Ban Dung der Provinz Udon Thani. Der Sender wird als Relaisstation von der Voice of America (Thai: สถานีวิทยุเสียงอเมริกา) genutzt. Seit August 1994 sendet Radio Thailand über diesen Kurzwellensender mit einer Sendeleistung von 500 kW.